# Sky Ferreira

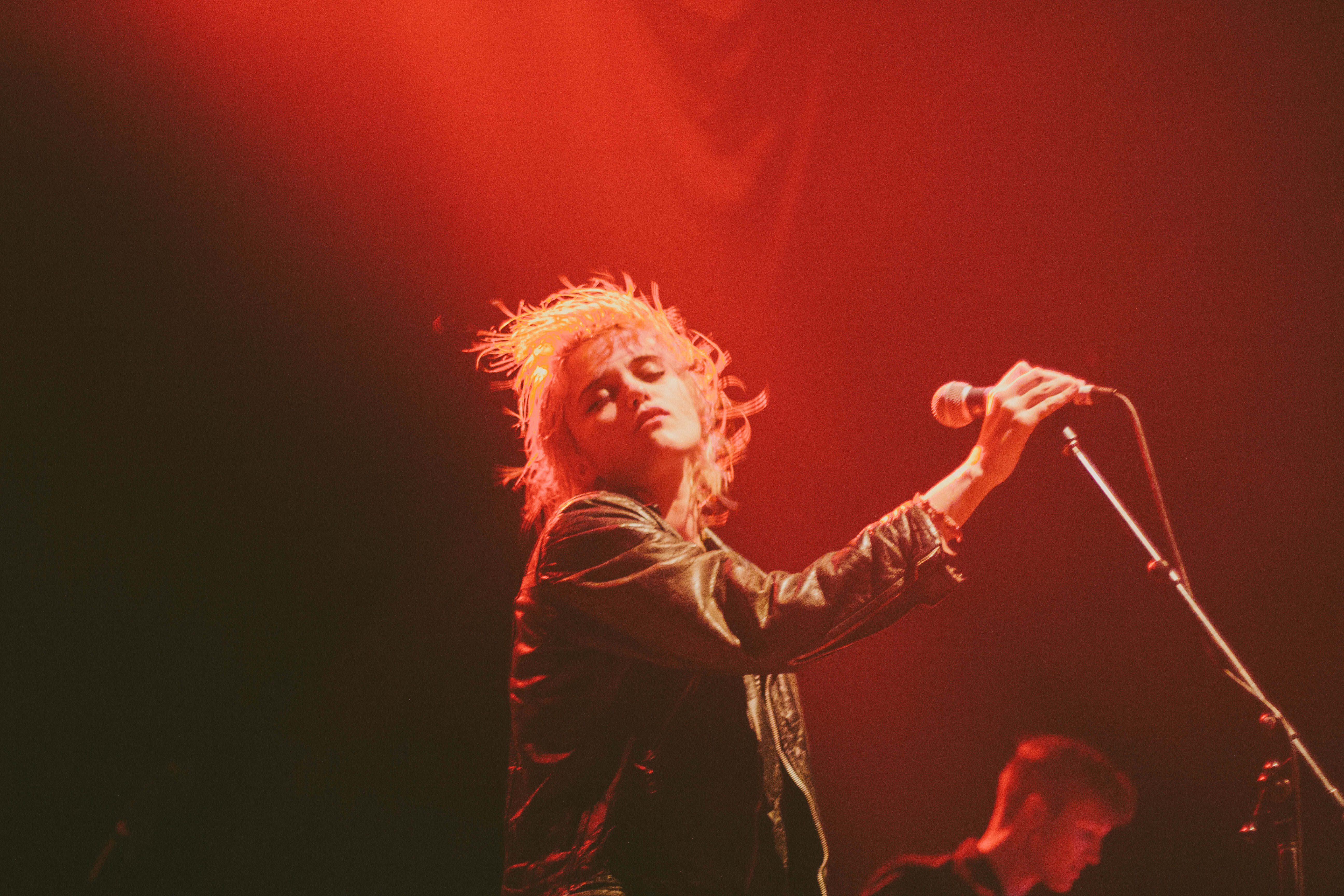
Sky Ferreira (2013)

Sky Tonia Ferreira (* 8. Juli 1992 in Los Angeles, Kalifornien) ist eine US-amerikanische Sängerin portugiesischer Abstammung.

## Biografie
Mit vierzehn Jahren wurde sie durch die schwedischen Produzenten Bloodshy & Avant unter Vertrag genommen. In den folgenden vier Jahren arbeitete sie selbst an ihrem Debütalbum. 2009 folgten erste Veröffentlichungen. In Großbritannien erschien der Song One, der auf Anhieb ein Charterfolg wurde. In den USA wurde das von Ryan Tedder von OneRepublic geschriebene Obsession ausgewählt, das auch in den Soundtrack der Fernsehserie Vampire Diaries aufgenommen wurde.

## Karriere
2009–2011: As If! - EP
Im Juli 2009 unterschrieb sie einen Plattenvertrag bei Parlophone. Im folgenden Jahr spielte sie eine kleine Nebenrolle als Jenny im Film Putty Hill von Matt Porterfield.
Das für Anfang 2011 angekündigte Debütalbum wurde aus unbekannten Gründen zurückgezogen. Dafür veröffentlichte Ferreira aber am 22. März 2011 ihre erste EP namens As If! unter dem Label Capitol Records. Daraus wurde der Song Sex Rules, der schon im Sommer 2010 im Internet zu finden war, als Single veröffentlicht.
Zu allen Liedern der As If!-EP wurden Text-Videos auf YouTube und anderen Videoportalen verbreitet. Später wurde auch ein inoffizielles Musikvideo zu Traces veröffentlicht, in dem man sie mit Vampirzähnen sieht.
2012–jetzt: Ghost – EP
Anfang 2012 war erneut ein Album geplant mit dem Titel Wild at Heart; später wurde es zu I’m Not Alright geändert. Dieses wurde jedoch, wie auch schon das vorige, auf das folgende Jahr verschoben. Über Facebook verbreitete sie einige Songtitel wie Choke, Werewolf oder You’re Not the One, die sie bei einigen Konzerten bereits vortrug.
Am 16. Oktober 2012 wurde ihre zweite EP mit dem Titel Ghost in den Vereinigten Staaten veröffentlicht. Die EP ist mit fünf Liedern bestückt. Am 7. Januar 2013 trat sie in der Fernsehshow Late Night with Jimmy Fallon auf und sang das Lied Everything Is Embarrassing. Das Album Night Time, My Time erschien im Oktober 2013. Von Februar bis Juni 2014 diente sie als Vorband bei Miley Cyrus’ Bangerz Tour.

## Diskografie

### Alben
| Titel               | Jahr | Informationen                                                                        |
| ------------------- | ---- | ------------------------------------------------------------------------------------ |
| Night Time, My Time | 2013 | - Veröffentlicht: 29. Oktober 2013 - Label: Capitol - Format(e): CD, Download, Vinyl |

### EPs
- 2011: As If!
- 2012: Ghost
- 2013: Night Time, My Time: B-Sides, Part 1

### Singles
- 2010: One
- 2010: 17
- 2010: Obsession
- 2011: Sex Rules
- 2012: Red Lips
- 2012: Everything Is Embarrassing
- 2012: Sad Dream
- 2013: Lost in My Bedroom
- 2013: You’re Not the One
- 2014: I Blame Myself
- 2019: Downhill Lullaby
- 2019: Cross You Out (Charli XCX feat. Sky Ferreira)
- 2022: Don’t Forget

### Musikvideos
| Titel                      | Jahr | Regisseur(e)     |
| -------------------------- | ---- | ---------------- |
| 17                         | 2010 | Cass Bird        |
| One                        | 2010 | John Rankin      |
| Obsession                  | 2010 | Marc Klasfeld    |
| Traces                     | 2011 | John Rankin      |
| Red Lips                   | 2012 | Terry Richardson |
| Everything Is Embarrassing | 2012 | Grant Singer     |
| Sad Dream                  | 2012 | Grant Singer     |
| Lost in My Bedroom         | 2013 | Grant Singer     |
| You’re Not the One         | 2013 | Grant Singer     |
| Night Time, My Time        | 2013 | Grant Singer     |
| I Blame Myself             | 2014 | Grant Singer     |

## Filmografie
| Titel                | Jahr | Rolle        |
| -------------------- | ---- | ------------ |
| A Cross the Universe | 2008 | Sie selbst   |
| Putty Hill           | 2010 | Jenny        |
| The Wrong Ferarri    | 2011 | Sie selbst   |
| IRL                  | 2013 | Angel        |
| The Green Inferno    | 2013 | Kaycee       |
| The Trust            | 2016 | Woman        |
| Elvis & Nixon        | 2016 | Charlotte    |
| Baby Driver          | 2017 | Babys Mutter |
| Twin Peaks           | 2017 | Ella         |
| Lords of Chaos       | 2018 | Ann-Marit    |
| Reptile              | 2023 | Renee        |